# محمد فؤاد حمومو
محمد فؤاد حمومو- هو رياضي بارالمبي جزائري ضعيف البصر يلعب في منافسات التصنيف T13. وقد مثل الجزائر في دورة الألعاب البارالمبية الصيفية 2016م في ريو دي جانيرو، البرازيل، واستطاع الفوز بالميدالية البرونزية في سباق 400 متر للرجال T13. بزمن قدره (48 ث و 04 /100).
وفي بطولة العالم لألعاب القوى لذوي الاحتياجات الخاصة عام 2017م، والتي أقيمت في لندن بالمملكة المتحدة، فاز حمومو بالميدالية البرونزية في سباق 400 متر للرجال T13 .
وفي بطولة العالم لألعاب القوى لذوي الاحتياجات الخاصة عام 2018م، والتي أقيمت في تونس العاصمة، استطاع حمومو الفوز بالميدالية الذهبية في سباق 400 متر T13 للرجال.

## روابط خارجية
- محمد فؤاد حمومو في اللجنة البارالمبية الدولية